# Vila Velha
Vila Velha je grad u Brazilu. Nalazi se u saveznoj državi Espirito Santo. Prema procjeni iz 2007. u gradu je živjelo 398.068 stanovnika.

## Stanovništvo
Prema procjeni iz 2007. u gradu je živjelo 398.068 stanovnika.
| 1991.   | 2000.   |
| ------- | ------- |
| 265.586 | 345.965 |

## Vanjske poveznice
- Službena stranica  Arhivirana inačica izvorne stranice od 18. listopada 2012. (Wayback Machine)